# Далмација (тема)
Далмација (грчки: Δαλματία) је била  тема (покрајина) Византијског царства на источној обали Јадранског мора. Настала је реорганизацијом византијске управе у приморским областима Далмације за време владавине цара Василија I (867-886). Центар теме био је у граду Задру, а обухватала је поједине приморске градове и острва од Котора на југу до Кварнера на северу. Постојала је до краја 12. века, када ја њене последње знатније остатке на југу освојио српски велики жупан Стефан Немања.

## Предисторија
Древна римска провинција Далмација је поделом Римског царства (395) припала Западном римском царству. Након смрти Јулија Непота (480), Далмација је потпала под власт Одоакара (481), а недуго потом је запоседнута од стране Острогота (око 490. године). За време владавине цара Јустинијана I, Далмација је 538. године ушла у састав Византијског царства.
Током 6. века, у Далмацију почињу да упадају Словени, а потом и Авари. Према сведочењу Прокопија, Словени су 550. године опустошили унутрашњост Далмације. Знатно опаснији били су Авари који су, након освајања Сирмијума (582), створили услове за продирање путем Сирмијум-Салона.
Након смрти цара Маврикија (602), отпочело је масовно продирање Авара и Словена, који су прво запоели унутрашњост порвинције, а затим су похарали и приморске области. Око 614. године, пострадала је и Салона, главни град провинције. У то доба, за време владавине цара Ираклија (610—641) пада и насељавање Срба и Хрвата у далматинском залеђу. Северозападне делове провинције населили су Хрвати, а остатак Срби. Област Хрвата простирала се од Истре до Цетине, а област Срба од Цетине до Бојане. Преостало староседелачко становништво (далматински Романи) повукло се у поједина утврђена приморска места, а такође и на острва, настављјући да признаје царску власт.
Почетком 9. века Далмација је потпала под власт Франачке под Карлом Великим. Нићифоровим миром из 812. године Далмација је враћена Византијском царству. Византијски цар прихватио је Карлову титулу "цара Франака". За узврат је Карло признао Византији суверенитет над Венецијом, Истром, Далмацијом (острвима, те Задром, Трогиром, Сплитом, Дубровником и Котором на копну) и јужном Италијом. Архонт Далмације помиње се у Тактикону Успенског из 842/3. године, а и на печату као "стратег Далмације"

## Оснивање теме
Вест о оснивању теме Далмације забележио је цар-писац Константин Порфирогенит. Арабљани су 841. године освојили Бари, а одатле нападају византијске територије на југу Италије и на другој обали Јадрана. Опсели су и град Рагузион (Дубровник) који је настао на хриди одвојеној од копна настањивањем живља разореног и напуштеног Епидаура (данашњи Цавтат). Василије I покреће војску ка Дубровнику након чега Арабљани одустају од опсаде. Свој пут на запад Василије је искористио да учврсти византијску власт над градовима и острвима. Образовао је тему Далмацију са седиштем у Задру која је обухватала територије од Кварнера до Котора. Један од најважнијих задатака визатијских власти био је да осигура мир ромејском становништву на овим територијама. Како би то постигао, Василије је словенским владарима препустио данак кога су византијски градови плаћали стратегу. За узврат, кнежеви су прихватили цареву врховну власт, а сам цар је потврђивао кнежеве који су били на власти. Кнежеви су заузимали положај архоната у византијској хијерархији. Ни Словенима није сметао овакав облик византијске власти јер није дирао у њихове обичаје и начин живота. Византијска власт није имала само симболички карактер јер су одреди Хрвата, Срба, Захумљана и Травуњана учествовали у освајању Барија 871. године. Власт Млетачке републике над Далмацијом шири се од времена владавине дужда Пјетра Традоника (836—864).

## Црквено уређење
Почетком 7. века, провинција Далмација је опустошена од стране Авара и Словена, а царска власт се одржаала само у већим приморским градовима, а такође и на појединим острвима. У исто време, наступиле су значајне промене у црквеном уређењу. Заједно са античком Салоном, пропала је и првобитна Салонитанска митрополија, која је имала јурисдикцију над епископијама у Далмацији. У већим местима која су остала под византијском влашћу одржале су се локалне епископије, а поједини далматински епископи су 787. године учествовали на Седмом васељенском сабору, који је био одржан у Никеји.
У историографији постоје различита мишљења о положају тадашњих далматинских епископија у односу на велике црквене центре у Цариграду, Риму и Аквилеји. Пошто су епископије у суседној Драчкој теми биле у саставу Драчке митрополије, која је припадала Цариградској патријаршији, поједини истраживачи су покушали да докажу да су и далматинске епископије током 8. и 9. века такође прешле под належност Цариграда, али та претпоставка није наишла на шире прихватање у науци.
Независно од питања о црквеној јурисдикцији, локална литургијска пракса из раног средњовековног периода свдочи да су се у далматинским епископијама током поменутог периода укрштали утицаји западног и источног хришћанства. Тим поводом су изношене разне претпостаке о времену и начину оснивања нове далматинске црквене покрајине са седиштем у Сплиту.
Посебан проблем у историографији представља и питање о аутентичности аката који се односе на наводно одржавање појединих црквених сабора у Сплиту почетком 10. века. Према тим актима, који су сачувани само у познијим преписима, реч је о саборима који се датују у 925. и 928. годину. У истим актима је описано преуређење сплитске црквене покрајине, које је спроведено по римском обрасцу. Такође је решено и питање о уређењу односа између црквених центара у Дубровнику и Котору. У актима се поред хрватских помиње и учешће српских великаша на заседању сабора, што се односило на кнеза Михаила Вишевића, владара Захумља, чији се црквени центар (Стон) такође налазио под Сплитом.
Средином 10. века, порастао је значај Дрбровника као најзначајнијег урбаног и црквеног центра на јужним подручјима теме Далмације. Према претпоставкама појединих истраживача, оснивање посебне црквене покрајине са центром у том граду требало би довести у везу са поменом Дубровника као метрополе у појединим списима византијског цара Константина VII Порфирогенита, а ту претпоставку додатно потврђују и поједини млетачки извори са краја 10. века, који сведоче да је црквена покрајина са центром у Дубровнику у то време већ уелико постојала.
Познији дубровачки хроничари су забележили локално предање да је извесни Јован, наводни архиепископ Дукље, приликом бугарског упада у српске земље побегао у Дубровник и тиме пренео архиепископска права на тај град. Поједини истраживачи сматрају да се то предање односи на упад цара Самуила у Далмацију, који се датира у последње године 10. века, али за саму легенду о поменутом дукљанском архиепископу Јовану не постоје додатне потврде у изворима.
Другачије предање о стварању новог црквеног центра у залеђу теме Далмације сачувано је код Томе Архиђакона, који је у 13. веку забалежио да је средином 11. века дошло до велике поморске несреће, када су епископи из јужних далматинских градова доживели бродолом код Хвара приликом одласка на црквени сабор у Сплит. Пошто је народ из тих градова предочо римском папи да је за јужнодалматинске епископе опасно да путују у удаљени Сплит, донета је одлука да се установи нова црквена покрајина са центром у Бару. За такво предање такође не постоје додатне потврде у изворима.
Иако су у историографији изношене разне претпоставке о оснивању Барске надбискупије током 1067. или 1089. године, накнадном анализом спорних извора дошло се до закључка да је реч о позним фалсификатима. У историјској стварности већег дела 11. и 12. вијека, Бар је још увијек био седиште обичне бискупије, која је потпадала под надлежност надбискупа из оближњег Дубровника.
Све до краја постојања теме Далмације, црквени центри у византијским градовима на источној обали Јадрана уживали су знатан степен унутрашње самоуправе.

## Становништво
Највећи део становништва византијске теме Далмације чинили су домаћи далматински Романи (Далматоромани), потомци старог романизованог становништва са ширег подручја некадашње римске провинције Далмације, а мањи део становништва чинили су и локални Грци. У време досељавања Словена на те просторе, део староседелачког далматороманског и грчког становништва одржао се у појединим приморским местима и на острвима, настављајући да током наредних векова признаје царску власт. Далматински Романи су током целокупног раздобља визанстијске власти успели да очувају свој идентитет, а њихов језик се из локалне далматинске варијанте латинског развио у свецифичан далматоромански језик, који се на тим просторима одржао и након периода визанстијске власти. Најзначајнија сведочанства о посебности далматинских Романа током раздобља визанстијске власти оставио је цар и писац Константин Порфирогенит (945-959) у свом делу De administrando imperio.

## Тема Далмација у 11. веку
Почетком 11. века византијска власт над далматинским градовима угрожена је експанзијом Дукље. Јован Владимир је држао град Бар који се налазио на самој граници са Драчком темом. Водећу улогу у борби против Византије преузела је Дукља. Услови за активнију политику против Византије створени су после смрти цара Василија (1025) након чега се на престолу смењују слабе личности. Царство слаби, а повећава се потреба за новцем због чега се укида Василијева одлука о порезу у натури и враћа се порез у новцу. Први се од Византије одметнуо Стефан Војислав који се у изворима назива Дукљанином, Србином и Травуњанином. Он је засигурно родоначелник дукљанске династије Војислављевића, али није сигурно да је и сам потицао из Дукље. Први устанак подигао је после смрти Романа III Аргира (1034), али је он угушен за мање од две године. Том приликом је заробљен и одведен у Цариград одакле се успео спасити и подићи нов устанак крајем 1037. или почетком 1038. године. Овога пута је устанак био успешан; Војислав је заузео „земљу Срба“ и протерао византијског стратега Теофила Еротика. Михаило Пафлагонац није предузимао ништа све до новог изазова кога му је Војислав упутио. У зиму 1039/40. годину Војислав је узео благо са византијског брода који се насукао на илирским обалама. Како је одбијао да га врати цару, избио је рат. Пафлагонац је на Војислава послао војску на челу са евнухом Георгијем Проватасом који је, међутим, у брдовитим крајевима изгубио скоро сву војску
Нови цар, Константин IX Мономах (1041—1055) покренуо је снаге за гушење устанка Стефана Војислава. Јован Скилица пише да је војску чинило 60.000 људи под патрикијем Михаилом који није имао великог војничког искуства. Продро је у Војислављеву државу пустошећу пределе које је освајао. Војислав га је пропуштао запоседајући теснаце кроз које ће византијска војска морати да прође у повратку. Патрикије Михаило је у повратку упао у заседу у једном кланцу. Војска му је страдала од стрела и камења којим су их засипали устаници. Погинуло је две трећине војске. Војислав се изборио за независност своје државе која је обухватала простор од Бојане до Неретве, укључујући и територије некадашњих кнежевина Захумља, Травуније, Дукље и део Србије. Византија се морала задовољити симболичним потчињавањем и укључивањем Војислављеве државе у систем вазалних територија. До 1060-их година византијска власт постојала је само на југу Далмације

## Дукат Далмације и Хрватске
Византијска власт над Далмацијом и знатним делом залеђа обновљена је накратко током владавине цара Манојла Комнина (1143—1180), који је током успешног византијско-угарског рата (1163—1167) успоставио непосредну власт не само над далматинским градовима, већ и над делом Хрватске. На тим просторима је организован византијски дукат Далмације и Хрватске, којим је управљао царски намесник - дукс, са столицом у Сплиту. Међутим, византијска власт у северној Далмацији је пропала недуго након смрти цара Манојла (1180), а последња византијска упоришта у јужној Далмацији изгубљена су услед продора српског великог жупана Стефана Немање према приморским областима, од Скадра, преко Котора, до Дубровника. Повлачење Византије са ових простора су од почетка 13. века користили и Млечани, који су постепено успоставили власт над далматинским градовима и острвима.

## Извори и литература